# Palazzo de Allende
Il Palazzo de Allende (Casa de Allende in spagnolo) è uno storico edificio di Madrid in Spagna, opera dell'architetto Leonardo Rucabado. Si trova all'angolo tra la Carrera de San Jerónimo e Plaza de Canalejas.

## Storia
L'edificio venne fatto realizzare da Tomás de Allende, il quale ne affidò il progetto all'architetto Leonardo Rucabado. I lavori di costruzione iniziarono nel 1916 e furono completati nel 1920.
Il palazzo è anche noto come Edificio del Crédit Lyonnais in quanto per molti anni ospitò, al pian terreno, gli uffici dell'omonima banca francese.

## Descrizione
L'architetto adoperò forme dell'architettura tradizionale spagnola, posizionandosi così nel solco della corrente regionalista del XIX secolo. L'edificio presenta una grande torretta sovrastante l'angolo della piazza sottostante.
Il rivestimento in ceramica, di grande originalità, è opera del ceramista Daniel Zuloaga.